# Helen Longino
Helen E. Longino es una filósofa de la ciencia y feminista que ha defendido la idea de la importancia de los valores y las interacciones sociales en la investigación científica. Actualmente enseña en las universidades de Minnesota y Stanford.

## Planteamientos
En su primer libro, Science as Social Knowledge (1990), Longino defiende la importancia de los valores sociales o valores que son parte del contexto humano de la ciencia, para la justificación del conocimiento científico como objetivo. Afirma que las observaciones y datos que interesan a los científicos no son por sí mismos evidencia a favor o en contra de una hipótesis. Un hecho x es evidencia de una hipótesis h no en virtud de una relación natural entre ambos (por ejemplo, una relación causal); antes bien, la pertinencia de cualquier dato para cualquier hipótesis es decidida por regularidades descubiertas, creídas o presupuestas, de modo que lo que consideramos como evidencia legítima nos lleva a decidir qué hipótesis aceptar como verdaderas.
Pero el uso de diversas perspectivas para criticar hipótesis puede transformar algunas de esas hipótesis en conocimiento científico. Las hipótesis se convierten en conocimiento cuando se someten al escrutinio de diversas perspectivas, especialmente por parte de quienes tienen creencias y valores diferentes. En contraste con los filósofos que señalan la falta de conexión lógica o causal entre hipótesis y evidencia para concluir que la ciencia no es objetiva, Longino argumenta que el escrutinio colectivo de quienes poseen diversos valores apoya la posibilidad de la objetividad científica. De acuerdo con lo anterior, nuestros valores que aparentemente no tienen nada que ver con la ciencia son cruciales para la objetividad científica, y la ciencia puede ser objetiva precisamente (y no a pesar) de no estar libre de valores.
El libro más reciente de Longino, The Fate of Knowledge (2002), explora la crítica de la ciencia y de la filosofía de la ciencia a partir de la sociología de la ciencia.
Aunque el trabajo de Longino acerca de la naturaleza del conocimiento científico es feminista en sentido amplio (pues habla en favor de la diversidad de contribuciones a la ciencia, incluyendo particularmente a las mujeres), otros trabajos de la misma autora tienen un enfoque más directamente feminista (como sus análisis sobre la pornografía).

## Obra selecta de Longino
- Longino, Helen E. 1990. Science as Social Knowledge: Values and Objectivity in Scientific Inquiry. Princeton: Princeton University Press. ISBN 0-691-02051-5

- Longino, Helen E. 1992. Essential Tensions—Phase Two: Feminist, Philosophical, and Social Studies of Science. in Ernan McMullin, editor. The Social Dimensions of Scientific Knowledge. Notre Dame: University of Notre Dame Press.

- Longino, Helen E. 1992. Knowledge, Bodies, and Values: Reproductive Technologies and Their Scientific Context. Inquiry 35(3-4): 323-340.

- Longino, Helen E. 1992. Taking Gender Seriously in Philosophy of Science. Proceedings of the Biennial Meetings of the Philosophy of Science Association 2: 333-340.

- Longino, Helen. 1993. Subjects, Power and Knowledge: Description and Prescription. in Feminist Philosophies of Science in Feminist Epistemologies, Alcoff, Linda (Ed). New York: Routledge.

- Longino, Helen E. 1994. The Fate of Knowledge in Social Theories of Science. in Frederic Schmitt, editor. Socializing Epistemology: Rowman & Littlefield.

- Longino, Helen E. 1994. Gender, Sexuality Research, and the Flight from Complexity. Metaphilosophy 25(4): 285-292.

- Longino, Helen E. 1996. Cognitive and Non-Cognitive Values in Science: Rethinking the Dichotomy. in Lynn Hankinson Nelson and Jack Nelson, editors. Feminism, Science, and the Philosophy of Science. Dordrecht: Kluwer Academic.

- Longino, Helen E. 1997. Explanation V. Interpretation in the Critique of Science. Science in Context 10.

- Longino, Helen E. 1997. Feminist Epistemology as a Local Epistemology. Proceedings of the Aristotelian Society Supplement.

- Longino, Helen E. 2000. Toward an Epistemology for Biological Pluralism. in Richard Creath and Jane Maienschein, editors. Biology and Epistemology. Cambridge: Cambridge Univ. Press.

- Longino, Helen E. 2001. What Do We Measure When We Measure Aggression? Studies in History and Philosophy of Science 32A(4): 685-704.

- Longino, Helen E. 2002. Behavior as Affliction: Common Frameworks of Behavior Genetics and Its Rivals. in Rachel Ankeny and Lisa Parker, editors. Mutating Concepts, Evolving Disciplines: Genetics, Medicine, and Society. Boston: Kluwer Academic.

- Longino, Helen E. 2002. The Fate of Knowledge. Princeton: Princeton University Press. ISBN 0-691-08876-4

- Longino, Helen E. 2002. Reply to Philip Kitcher. Philosophy of Science 69(4): 573-577.

- Longino, Helen E. 2002. Science and the Common Good: Thoughts on Philip Kitcher's Science, Truth, and Democracy. Philosophy of Science 69(4): 560-568.

- Longino, Helen E. 2003. Does the Structure of Scientific Revolutions Permit a Feminist Revolution in Science? in Thomas Nickles, editor. Thomas Kuhn. Cambridge: Cambridge Univ Pr.

- Longino, Helen E. 2004. How Values Can Be Good for Science. in Peter Machamer, editor. Science, Values, and Objectivity. Pittsburgh: Univ of Pittsburgh Press.

- Longino, Helen E. (2005), «Can there be a feminist science?»,  en Cudd, Ann E.; Andreasen, Robin O., eds., Feminist theory: a philosophical anthology, Oxford, UK Malden, Massachusetts: Blackwell Publishing, pp. 210-217, ISBN 9781405116619..